# 李儼 (正德進士)
李儼（？—？年），字民望，號南屏，江西吉安府永新縣人，民籍。明朝政治人物。

## 生平
正德八年（1513年）癸酉科江西乡试舉人，九年（1514年）联捷甲戌科三甲第五名進士，授行人司行人，疏谏武宗南巡，忤旨受廷杖。调任国子监学正，嘉靖初擢监察御史，出按应天。以病乞休，嘉靖五年五月病愈，復除广东道御史原职，八年乞终养归，遂不复起。嘉靖十年（1531年），邀集同仁、学友创建万泉社，仿行蓝田约法，倡后生讲学。两年后，又与同里贤达捐资建屋，聚优秀子弟讲学，书屋取名聚秀义塾，李俨为首任讲师。

## 家族
曾祖父李郁，義官；祖父李景諤，義官。父李珪，弘治进士，知府。母劉氏。從侄李承芳、李承绪，萬曆进士。